# Louise Japha

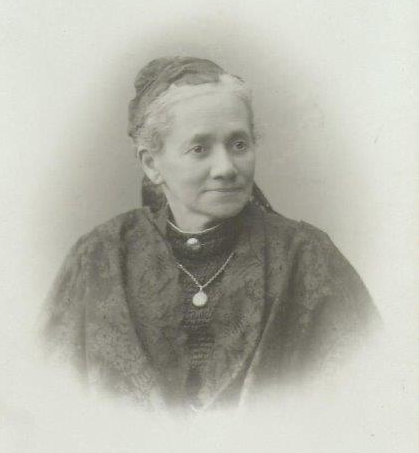
Louise Japha

Louise Hermine Japha (auch Langhans-Japha; * 2. Februar 1826 in Hamburg; † 13. Oktober 1910 in Wiesbaden) war eine deutsche Pianistin und Komponistin.

## Leben
Louise Japha wuchs in Hamburg auf, lernte dort das Klavierspielen bei Fritz Warendorf und das Komponieren bei Georg August Groß und Friedrich Wilhelm Grund. Ihr erstes Konzert gab sie am 10. Februar 1838 im dortigen Apollo-Saal. Zum Klavierüben ging sie in die Pianofortefabrik Schröder in der Katharinenstraße, wo sie auch den jungen Johannes Brahms kennenlernte, mit ihm übte und spielte und seine ersten Kompositionen diskutierte. Zwischen Japha und dem sieben Jahre jüngeren Brahms entwickelte sich ein freundschaftliches Verhältnis, das lange Jahre anhielt. Aus Dankbarkeit widmete Brahms eines seiner frühsten Werke Louise und ihrer Schwester Minna (Op. 6: 6 Gesänge).
Auf Einladung von Clara Schumann zog Japha 1853 zusammen mit ihrer Schwester Minna nach Düsseldorf, um bei den Schumanns ihre musikalischen Studien zu vollenden. Dort traf sie auch wieder auf Johannes Brahms.
1858 heiratete Japha den Komponisten und Musikschriftsteller Wilhelm Langhans, mit dem sie zusammen auftrat. Insbesondere in Paris war sie in der Zeit von 1863 bis 1869 eine gefeierte Pianistin. So wirkte sie 1868 bei der Uraufführung von Brahms’ Klavierquintett in f-Moll (Op. 34) mit.
Franz Liszt widmete ihr seine Beethoven-Kantate Nr. 1 (Festkantate zur Enthüllung des Beethoven-Denkmals auf dem Bonner Münsterplatz, 1845). Sie verkehrte mit Stephen Heller, François-Auguste Gevaert, Camille Saint-Saëns, César Franck und Gioachino Rossini. 1874 wurde die Ehe mit Wilhelm Langhans wieder geschieden. In diesem Jahr ließ sie sich auch in Wiesbaden nieder.
Japha schrieb an einer Oper, komponierte Streichquartette, Klavierstücke und Lieder – allerdings wurden nicht alle Werke veröffentlicht.
Ihre jüngere Schwester Meta war mit dem Violinisten George Japha verheiratet. Die Schwester Minna (1828–1882) war Malerin und mit dem Komponisten und Musikdirektor Carl Witting verheiratet.
Louise Japha starb am 13. Oktober 1910 im Alter von 84 Jahren in Wiesbaden.